# Paul Federn

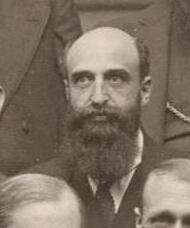
Paul Federn (1911)

Paul Federn (* 13. Oktober 1871 in Wien; † 4. Mai 1950 in New York) war ein österreichischer Arzt und Psychoanalytiker. Er war Jude und gehörte zu Freuds ersten Schülern. Trotz großer Loyalität zu Freud verschaffte sich Federn in späteren Jahren durch seine Beiträge zum Verständnis der Psychosen ein eigenständiges Profil. Eine breite Rezeption begann posthum.

## Leben
Paul Federns Vorfahren stammten aus Böhmen bzw. Südmähren. Seine Großeltern väterlicherseits waren die in Prag lebenden Elias und Esther Bunzl-(Bunzel-)Federn, der Großvater Elias übte dort den Beruf eines Kaufmannes und Sekretärs der Prager jüdischen Gemeinde aus. Seine Großeltern mütterlicherseits waren die in Nikolsburg lebenden Benjamin Wolf und Jeanette Spitzer, der Großvater war wohlhabender Textilhändler.
Der von Prag nach Wien übersiedelte Sohn der Familie Bunzl-Federn, Josef Salomon Federn, der Vater Paul Federns, heiratete am 27. Jänner 1867 im Wiener Stadttempel in der Seitenstättengasse Ernestine Spitzer, die Tochter der Familie Spitzer. Salomon Federn ließ sich nach seinem Medizinstudium als praktischer Arzt im Zentrum Wiens nieder. Er führte die Blutdruckmessung am Krankenbett ein.
Paul Federns Geschwister waren der Jurist, Historiker, Schriftsteller und Übersetzer Karl Federn (1868–1943), der Nationalökonom und Wirtschaftsjournalist Walther Federn (1869–1949), die Sozialarbeiterin Else Federn (1874–1946), der Buchhändler und Schriftsteller Robert Federn (1878–1959) sowie die Schriftstellerin, Übersetzerin und Spanienkämpferin Marietta Federn (1883–1951).
1902 eröffnete Paul Federn eine eigene Arztpraxis. 1903 wurde er mit Freud bekannt gemacht, der ihm gegen seine depressiven Krisen half. Federn wurde Mitglied der 1902 gegründeten Psychologischen Mittwochsgesellschaft. Als daraus 1908 die Wiener Psychoanalytische Vereinigung (WPV) hervorging, übernahm Federn das Amt des Rechnungsprüfers. Zu seinen Analysanden gehörten u. a. Wilhelm Reich und August Aichhorn. 1905 heiratete er Wilma Bauer, die Tochter eines protestantischen Advokaten, das Paar bekam drei Kinder: Anni (* 1905), Walter Federn (* 1910) und Ernst Federn (1914–2007).
Federn beschäftigte sich immer wieder mit biologischen Fragen, z. B. mit Hormontherapie, was 1918 zur Freundschaft mit Eugen Steinach führte, dessen Methode der Vasektomie er wenige Jahre später Freud empfahl.
Im Ersten Weltkrieg diente Federn als Militärarzt. 1919 veröffentlichte er Zur Psychologie der Revolution: Die vaterlose Gesellschaft, eine rein psychologische Deutung der Gründung der österreichischen Republik und der Revolutionen seit Kriegsende. In den folgenden Jahren wandte er sich der Sozialdemokratie zu und setzte sich für eine psychoanalytische Volksaufklärung ein.
Von 1924 bis 1938 war Federn als Vertreter Freuds Vizepräsident der Wiener Psychoanalytischen Vereinigung. Federn behandelte den schwer erkrankten Wiener Radiologen Guido Holzknecht bis zu dessen Tod am 31. Oktober 1931. Paul Federn und Guido Holzknecht waren eng befreundet. Auch Holzknecht war Mitglied der Wiener Psychoanalytischen Vereinigung.
Nach dem Anschluss Österreichs 1938 musste Federn in die USA emigrieren. Hier wurde er nach einem erneuten Medizinstudium Mitglied der New York Psychoanalytical Society. Er erwarb sich Anerkennung durch die Veröffentlichung seiner Forschungsergebnisse, die ihn zu einem unorthodoxen Mitbegründer der Ich-Psychologie machten. Nach dem Tod seiner Ehefrau und belastet durch den langen Kampf gegen einen malignen Tumor, nahm sich Paul Federn 1950 das Leben, indem er sich in seinem Arbeitszimmer erschoss.
Paul Federns Sohn Ernst Federn arbeitete ebenfalls im Bereich Psychoanalyse.

## Position
Mitte der 1920er-Jahre begann Federn seine eigene Position zum Verständnis der Psychosen auszuarbeiten. Federn ging es um die Stärke und die Qualität des von ihm bezeichneten Ichgefühls, um wechselnde Ichgrenzen und um affektive Besetzungen des Ichs. Als Ichgefühl beschrieb er eine Qualität des Erlebens, durch die ein Erlebnisinhalt als zum Ich, und nicht zur Umwelt gehörig empfunden wird. Dabei kann die Umwelt auch eine innerpsychische Umwelt sein – Freuds Es und Über-Ich.
Im Icherleben sind Federn zufolge lebensbejahende und destruktive Komponenten wirksam, die Libido und der Todestrieb Freuds. Abgesehen von ihrem Zusammenspiel kann das Icherleben aber auch insgesamt geschwächt sein, wenn die Ichgrenzen nicht ausreichend besetzt sind durch Empfindungen, die das Ich als sicher zu ihm gehörig versteht und die seine Kontinuität in Raum und Zeit sowie seine Einheit als Handelndes ausmachen. Eine relative Ichschwächung findet Federn zufolge regelmäßig im Traum statt, bei dem die Ichgrenzen durchlässig werden für Fremdes einschließlich des Materials aus dem Unbewussten. So wird im Traum z. B. der – im Wachzustand mehr oder weniger zum Ich gehörige – Körper nicht gespürt, bzw. machen sich Körperempfindungen störend bemerkbar und führen zum Erwachen.
Die Schwäche der affektiven Besetzung des Ichs ist für Federn das Hauptmerkmal der Psychosen. Damit setzte er sich deutlich von Freud ab, für den die Psychose aus einem Übermaß an „narzisstischer Ichlibido“ hervorgeht. – Statt einer Realitätsprüfung, bei der das Innerpsychische vom Außerpsychischen differenziert wird (wie von Freud für das normale psychische Funktionieren beschrieben), findet bei der Psychose lediglich die Unterscheidung des zum Ich und des nicht zum Ich – im oben dargestellten Sinn – Gehörigen statt, so dass die ichfremden Erlebnisinhalte, von denen das Ich nun überschwemmt wird, zugleich als „wirklich“ empfunden werden.
Federn nimmt eine große Flexibilität der Ichzustände an. Überwundene Ichzustände werden verdrängt, können aber wieder aktualisiert werden. Ziel der Therapie der Psychosen ist für Federn die Stärkung der affektiven Besetzung des Ichs und der Ichgrenzen, das „Einsparen“ von Energie für diese Besetzung; nicht die Aufhebung der Verdrängungen, sondern die Schaffung neuer; und insgesamt ein stützendes, helfendes Vorgehen des Therapeuten, das auf psychoanalytische Deutungen verzichtet.

## Veröffentlichungen
- Zur Psychologie der Revolution: Die vaterlose Gesellschaft. Suschitzky, Leipzig 1919
- Das psychoanalytische Volksbuch. Seelenkunde. Hygiene. Krankheitskunde. Kulturkunde. Hippokrates, Stuttgart 1926 u. : Huber, Bern 1939
- Hygiene des Geschlechtslebens für den Mann. Hippokrates, Stuttgart 1930
- Bis der Arzt kommt. Hippokrates, Stuttgart 1930
- Gesundheitspflege für Jedermann. Heft 1–2. Hippokrates, Stuttgart 1930
- Ichpsychologie und die Psychosen. Huber, Bern/Stuttgart 1956
  - Neuausgabe: Ichpsychologie und die Psychosen. Mit einer Einleitung von Edoardo Weiss. Suhrkamp, Frankfurt am Main 1978, ISBN 3-518-07286-2